# Гагаринский природный парк
Гага́ринский приро́дный парк — особо охраняемая природная территория регионального значения Смоленской области.

## История
Природный парк был образован 1 августа 2006 года. Целью парка является сохранение природной среды и природных ландшафтов, а также охрана редких и исчезающих видов животных и растений, занесённых в Красную книгу.

## Расположение
Парк располагается в северной части Гагаринского района Смоленской области. Общая площадь парка составляет 55 500 га.

## Климат
Климат территории умеренно-континентальный. Лето умеренно тёплое и влажное, а зима умеренно холодная.

## Флора и фауна
На территории парка произрастают растения, занесённые в Красную книгу Смоленской области: колокольчик широколистный, дремлик широколистный, а также редкие виды — шалфей клейкий, фиалка Селькирка, подмаренник трехцветковый, бухарник мягкий и др. В Гагаринском парке обитают краснокнижные животные: барсук, выдра, белка-летяга, выхухоль, чёрный аист, трёхпалый дятел, беркут, скопа, орлан-белохвост, сокол-сапсан, кречет, лебедь и др.